# Pigna (rione Rzymu)
Pigna – rione, tradycyjna jednostka podziału administracyjnego Rzymu, w centralnej części miasta. Stanowi część gminy Municipio Roma I. W jej obrębie znajduje się m.in. Panteon.
Współcześnie Pigna ma powierzchnię 0,20 km², a w 2015 zamieszkiwało ją 10 490 mieszkańców.
Historyczny numer dzielnicy to R. IX.
Nazwa Pigna (z wł. „szyszka”) pochodzi od znajdującej się tu niegdyś fontanny w kształcie szyszki (Fontana della Pigna; obecnie w Watykanie). 